# Platypatrobus lacustris
Platypatrobus lacustris är en skalbaggsart som beskrevs av Darlington 1938. Platypatrobus lacustris ingår i släktet Platypatrobus och familjen jordlöpare. Inga underarter finns listade i Catalogue of Life.